# Narziss und Goldmund
Narziss und Goldmund é um romance escrito em 1930 por Hermann Hesse, escritor alemão ganhador do Prêmio Nobel de Literatura em 1946.
Manuela de Sousa Marques foi a primeira tradutora deste romance para português em 1956 pela editora Guimarães, de Lisboa.

## Enredo
Narciso, noviço culto e racional, é professor de Goldmundo, jovem belo e audacioso. Apesar de tão diferentes, demonstram curiosidade e admiração recíprocas. Suas diferenças os instigam; aproximam; separam; reaproximam; instigam novamente e perpetuam-se.
Mais uma vez, o autor enfrenta dualidades: o racional e o emocional; o conhecimento e a sensorialidade; o ascetismo e a libertinagem. Arquétipos como a Grande Mãe mostram a influência do inconsciente coletivo de Carl Gustav Jung neste romance, marco do apogeu literário de Hesse.